# Plusquellec
Plusquellec (tiếng Breton: Pluskelleg) là một xã của tỉnh Côtes-d'Armor, thuộc vùng Bretagne, tây bắc Pháp.

## Dân số
Người dân ở Plusquellec được gọi là Plusquellecois.